# Merijntje Gijzen’s Jeugd
Merijntje Gijzen’s Jeugd (auf Deutsch: Merijntje Gijzens Jugend) ist ein niederländisches Spielfilm-Jugenddrama aus dem Jahre 1936 von Kurt Gerron. Co-Drehbuchautor A. M. de Jong schrieb auch die gleichnamige Romanvorlage.

## Handlung
In den Niederlanden der 1930er Jahre. Merijntje Gijzen ist ein blonder, kleiner Junge, der weitgehend allein auf sich gestellt ist. Seine Jugend ist ziemlich trostlos. Eines Tages lernt er den Landstreicher Goort Perdams, genannt „de kruik“ (auf Deutsch: „Der Krug“), kennen und freundet sich mit ihm an. Merijntje und „Der Krug“ unternehmen viele gemeinsame Dinge wie beispielsweise Angeln und Jagen. Doch der Landstreicher ist genau so ein Außenseiter wie Merijntje und wird von den Dorfbewohnern rundum argwöhnisch beobachtet und abgelehnt.
Eines Tages kommt es zu einem schwerwiegenden Zwischenfall, als „Der Krug“ in einen handfesten Streit mit einem Grenzschutzbeamten gerät und diesen niederschlägt. Der Landstreicher wird daraufhin ins Gefängnis gesteckt. Wieder einmal befürchtet Merijntje von den wenigen Menschen, die ihm nahe standen – zuletzt der Pfarrer, der verstarb, und schließlich die Freundin, die ihn sitzen ließ – allein zurückgelassen und verstoßen zu werden. Doch diesmal gibt der Teenager nicht auf, ist nicht länger bereit, sich vom Schicksal unterbuttern zu lassen: Merijntje Gijzen beschließt, seinen neuen Freund im Gefängnis zu besuchen.

## Produktionsnotizen
Merijntje Gijzen's Jeugd entstand Mitte 1936 und wurde am 17. September 1936 uraufgeführt. Außerhalb Hollands wurde der Film kaum gezeigt, eine deutsche Premiere gab es nicht.
Im Namen des deutschen Reichskommissars für die besetzten niederländischen Gebieten wurde der Film am 26. November 1942 wegen seiner angeblich „negativen, einen Verbrecher herausstellenden Tendenz“ zunächst beschlagnahmt und schließlich verboten.

## Kritik
Ulrich Liebe sah hier „eine poetische Schilderung der Freundschaft zwischen einem kleinen brabantischen Dorfjungen und einem Vagabunden“ und resümierte: „… ein leiser, melancholischer Film.“